# Nobuhiro Maeda
Nobuhiro Maeda (Kagawa, 3 juni 1973) is een voormalig Japans voetballer.

## Carrière
Nobuhiro Maeda speelde tussen 1996 en 2004 voor Verdy Kawasaki, Vissel Kobe, Shimizu S-Pulse, Albirex Niigata en Albirex Niigata FC.